# 要注意歌謡曲指定制度
要注意歌謡曲指定制度（ようちゅういかようきょくしていせいど）は、放送禁止をはじめとする3種類の扱いを定めた日本民間放送連盟（民放連）による取り扱いを定めた内規による制度である。10項目の審査基準からなる。要注意歌謡曲指定を受けた曲は「要注意歌謡曲」と呼ばれる。正確には、民放連における「放送音楽などの取り扱い内規」の中の一節として1959年に定められたものである。民放連による自主規制のためのガイドラインの一つに過ぎず、法的な拘束力はない。また、民放連に加盟していない日本放送協会（NHK）では本制度を適用していない。
現在の民放連「放送音楽などの取り扱い内規」文末の「注記」には、「なお、『要注意歌謡曲』の指定制度は1983（昭和58）年に廃止され、要注意の指定から5年を経過するまでの間、経過期間として指定の効力は継続したが、その期間も1987（昭和62）年に満了し、『要注意歌謡曲一覧表』は消滅した。」と記載されている。

## 現在
現在の「放送音楽などの取り扱い内規」の条文では「放送音楽については、公序良俗に反し、または家庭、特に児童・青少年に好ましくない影響を与えるものを放送に使用することは差し控える」「放送に使用することの適否を判断するにあたっては、放送基準各条のほか、次の各号による」として、以下の各項を挙げている。
1. 人種・民族・国民・国家について、その誇りを傷つけるもの、国際親善関係に悪い影響を及ぼすおそれのあるものは使用しない[1]。
2. 個人・団体の名誉を傷つけるものは使用しない[1]。
3. 人種・性別・職業・境遇・信条などによって取り扱いを差別するものは使用しない[1]。
4. 心身に障害のある人々の感情を傷つけるおそれのあるものは使用しない。また、身体的特徴を表現しているものについても十分注意する[1]。
5. 違法・犯罪・暴力などの反社会的な言動を肯定的に取り扱うものは使用しない。特に、麻薬や覚醒剤の使用などの犯罪行為を、魅力的に取り扱うものは使用しない[1]。
6. 性に関する表現で、直接、間接を問わず、視聴者に困惑・嫌悪の感じを抱かせるものは使用しない[1]。
7. 表現が暗示的、あるいは曖昧であっても、その意図するところが民放連放送基準に触れるものは使用しない[1]。
8. 放送音楽の使用にあたっては、児童・青少年の視聴に十分配慮する。特に暴力・性などに関する表現については、細心の注意が求められる[1]。

## 歴史
1959年（昭和34年）7月制定。「毎年発売される膨大な数の歌を民放各局の担当者が個別にチェックするのは手間がかかり無駄が多い」という事情に加え、「放送は認可事業だから（各局の基準に）バラつきがあってはよろしくないだろう」という意見からリストが作られたとされる。
審査基準は、放送基準各条に加えて10項目を定めていた。審査基準により問題があるとされた楽曲は「放送しない」「旋律（メロディ）のみ放送」「不適切な表現が修正された場合は放送可能」などとしていた。またこれ以外にも「『時間帯・視聴対象により要配慮』として考査情報により周知した曲」という分類が存在した。
1983年11月に内規の改正が行われ、同制度は廃止された。それ以前に同制度の指定対象となっていた歌については経過措置として引き続き指定が有効とされていたが、5年間の有効期間が切れると共に次々と指定対象の歌は減少した。最終的な要注意歌謡曲の消滅時期に関しては、民放連の公式見解である1987年とするのが一般的である。1983年に最後の改訂が行われ、5年の経過期間を置くことから、1988年とする資料もある。
制度廃止以降も、放送局間の情報交換は必要との認識から定期的に民放連において懇親会が開かれていたが、その後この懇親会は自然消滅し、業界での不祥事などを理由に情報交換は民放連で行われなくなった。なお「放送音楽などの取り扱い内規」には、現在も民放連の内部機構として「放送音楽事例研究懇談会」を設置し、「歌謡曲など特定の曲を放送に使用することの適否について、放送音楽事例研究懇談会の意見を求めることができる」ことが定められている。
つボイノリオは制度を試すため、『快傑黒頭巾』の歌詞カードから「近藤ムサシ、憎い」の語りを載せなかったところ、指定を受けなかったためレコードを聴かず審査していると確信したが、放送で流れるとすぐ指定されてしまったと述べている。

## 森達也らによる論考
森達也は著書『放送禁止歌』において、制度はあくまでもガイドラインに過ぎず、強制力はなく放送してもペナルティもなく最終判断は各放送局に委ねられていたが、業界ではいつの間にか失効していたことも周知されず、民放連が規制の主体と思いこまれていたと指摘している。森が1990年代にフジテレビ番組審議室考査部長に取材した際、現場の人間に制度の失効が周知されていないことを問いただすと、「教育が徹底されておらず先輩が無自覚に臭い物に蓋をする体質が染み付いてしまったのは否定できず大きな失点だ」と釈明したと述べている。
北島三郎のデビュー曲『ブンガチャ節』は「キュキュキュー」の合いの手が「ベッドの軋みを連想させる」として放送禁止指定を受けたが、森はジョークだとしても程度が低く、それなら『オバケのQ太郎』が規制されないのはなぜかと指摘している。
1970年代半ばには、生放送のワイドショーに出演したWBC世界ライト級王者ガッツ石松が、当初は『長崎は今日も雨だった』を歌う予定だったが、ガッツが突然「尊敬する高倉健さんに捧げたい」と曲を『網走番外地』に変更、楽譜の用意もなく勘を頼りにバンド演奏が始まりフルコーラスが歌われたが、出演者やスタッフはこの曲が放送禁止指定を受けていることを知らず、番組終了間際にプロデューサーがその事実を知り蒼白になったが、テレビ局内で処分を受けた人間はおらず問題には発展しなかった。森は網走番外地の事例を「いかにも放送禁止歌らしいエピソードだ」、悲惨な戦いの取材を「理解していない双方が手さ探りと推測で話すとこういうことになる。こうして臆測はいつのまにか増幅され、やがて既成の事実となって定着する。この会話はその好例だろう」としている。
また、網走番外地と同じくヤクザの曲である藤純子の『緋牡丹博徒』や北島三郎の『仁義』は審査されたが指定は受けなかったことから、吉野健三も著書『歌謡曲 流行らせのメカニズム』において、制度の基準に疑問を呈した。
森が1990年代に放送禁止指定を受けた『悲惨な戦い』を流している有線放送のディレクターに取材すると、放送禁止に指定された事実は知っているが、使用しているのは禁止されたスタジオ録音盤ではなくライブ音源であり、ライブでは歌詞にある「NHK」を「イヌHK」と発音しているため放送していると言われ、森も「かえって失礼では」と聞くと「そういうものなんですよ」と返されて森はなるほどとなったが、有線放送は民放連非加盟なため通達や規制を受けないことをお互い認識していなかったと、森は述べている
森は『時には娼婦のように』や『後ろから前から』などの方が扇情的だが、それらの多くは指定から外れており、時代とともに緩和されてきた制度だが、指定され続けた『悲惨な戦い』や『大島節』はどれだけ贔屓目に見ても選曲や判断のバランスが悪く、本作が指定されるなら他にも同じ扱いをされる作品もあるはずだと疑問を呈し、2000年前後には「それを聞いても答えられる人は制度の主体である民放連にはもういない」と返答されているが、それぞれの楽曲を審議する人間が思考停止に陥っていたのではないかと考え、何かのはずみで残り続け、担当者の引き継ぎが行われても考察をせず、そのまま申し送りすることが繰り返された可能性を指摘している。